# Agnieszka Rogińska
Agnieszka Rogińska (ur. 8 stycznia 1951) – polska lektorka i dziennikarka radiowa i telewizyjna oraz spikerka.

## Życiorys
Absolwentka studiów na Wydziale Polonistyki Uniwersytetu Warszawskiego. Jako laureatka konkursu na spikerów rozpoczęła pracę w Polskim Radiu. Współpracowała z różnymi redakcjami radia oraz Teatrem Polskiego Radia. Lektorka audycji Marii Jurkowskiej, nagrała sto kilkadziesiąt lekcji języka angielskiego dla Polskiego Radia BIS. Pracowała też w Programie III P.R. Jako lektorka i dziennikarka współpracowała z różnymi stacjami telewizyjnymi (m.in. z TVP i Canal+) oraz studiami nagrań. Jej głos witał pasażerów samolotów PLL LOT. Współpracuje ze Studiem Publishing.

## Lektor

### Seriale animowane
- Bia – czarodziejskie wyzwanie[8] (odc. 21–72) (Polonia 1)
- Królewna Śnieżka (większość odcinków) (Polonia 1)
- Magiczne igraszki[8] (odc. 42-45) (Polonia 1)
- Syrenka Mako[8] (odc. 31-48) (Polonia 1)